# 仙鹤藓
仙鹤藓（学名：Atrichum yakusimensis）为土马鬃科仙鹤藓属下的一个种。